# Dominio euclídeo
En matemáticas, más concretamente en álgebra abstracta y teoría de anillos, un dominio euclídeo o anillo euclídeo (usualmente abreviado DE) es un anillo conmutativo sobre el que se puede definir una función euclidea (explicada más adelante) que permite generalizar la noción de división euclidea usual de los números enteros. Este algoritmo de Euclides generalizado se puede utilizar para los mismos fines que el algoritmo de Euclides original en el anillo de los enteros: en un dominio euclídeo se puede utilizar este algoritmo para calcular el máximo común divisor de dos elementos cualesquiera. En particular, el máximo común divisor de dos elementos siempre existe —lo cual no es en general cierto para un anillo arbitrario—, y puede ser expresado como una combinación lineal de ellos (identidad de Bezout). Además, todo ideal de un dominio euclídeo es principal, lo que implica que se puede generalizar el teorema fundamental de la aritmética: todo dominio euclídeo es un dominio de factorización única.

## Definición
Un dominio euclídeo es un par {\displaystyle (A,\phi )} donde {\displaystyle A} es un dominio de integridad y {\displaystyle \phi } es una aplicación {\displaystyle \phi :A\setminus \{0\}\longrightarrow \mathbb {N} \cup \{0\}} que cumple las siguientes dos condiciones:
1. Para cualquier {\displaystyle a,b\in A} tales que {\displaystyle b\neq 0} se cumple que existen {\displaystyle q,r\in A} de manera que 

(1)
{\displaystyle a=bq+r}; \ tales que {\displaystyle r=0}, o bien {\displaystyle \ \phi (r)<\phi (b)}

2  Para dos elementos cualesquiera {\displaystyle a,b\in A\setminus \{0\}}:

(2)
{\displaystyle \phi (a)\leq \phi (a\cdot b)}

A los elementos {\displaystyle q} y {\displaystyle r} se les denomina respectivamente cociente y resto, como en la división usual.

### Definiciones alternativas
Algunos autores consideran que la (condición segunda condición) es redundante y puede ser omitida de la definición. En efecto, si en un dominio íntegro se puede definir una función {\displaystyle \phi } que cumple la primera condición, entonces siempre es posible definir otra que cumpla también la segunda, en particular:
{\displaystyle \phi ^{*}(x)=Min\{\phi (ax):a\in A\setminus \{0\}\}}
Puesto que la unicidad no es imprescindible, la condición (1) por sí sola implica que el dominio es euclídeo.

### Terminología
Diversos autores se refieren a la función {\displaystyle \phi } —que define un dominio euclídeo—, con diferentes nombres: «aplicación (o función) euclídea», «función de medida» (o de tamaño), «grado» o «función de norma». En algunos contextos se habla de «norma euclídea», si bien esta denominación puede inducir a confusión con la norma vectorial que define la distancia usual.
Es importante destacar que la función de norma solamente toma valores enteros, aun cuando en algún caso particular pueda extenderse {\displaystyle \phi } a todo el conjunto de los números reales.

## Ejemplos
Los siguientes son ejemplos de anillos que son dominios euclídeos:
- Si tomamos el conjunto de los números enteros {\displaystyle \mathbb {Z} } y como norma euclídea tomamos la aplicación valor absoluto {\displaystyle |\cdot |}, tenemos un dominio euclídeo, pues {\displaystyle |a|\leq |ab|} para todo {\displaystyle a,b\in \mathbb {Z} } con {\displaystyle b\neq 0}. Usando esta definición, la propiedad (1) equivale al algoritmo de división usual entre enteros.

- En todo cuerpo {\displaystyle \mathbb {K} } puede definirse una norma euclídea, tomándose ésta como la aplicación constante {\displaystyle 1}, ya que, para cualquier elemento {\displaystyle a} y {\displaystyle b} de {\displaystyle \mathbb {K} }, se satisfacen las dos propiedades de forma trivial, a saber:

1. tomando {\displaystyle q=a/b} se tiene que {\displaystyle r=0}.
2. {\displaystyle 1=\phi (a)\leq \phi (a\cdot b)=1}.

- Considerando el anillo de polinomios en una variable {\displaystyle \mathbb {K} [x]} con coeficientes en un cuerpo {\displaystyle \mathbb {K} } y como norma euclídea la aplicación

{\displaystyle \mathrm {grad} :\mathbb {K} [x]-\{0\}\longrightarrow \mathbb {N} \cup \{0\}}
que a cada polinomio no nulo de {\displaystyle \mathbb {K} [x]} le asigna su grado, el resultado es un dominio euclídeo.
- en el anillo de los enteros gaussianos, si para cada elemento {\displaystyle \alpha =a+bi}, donde {\displaystyle a,b\in \mathbb {Z} }, definimos su norma como {\displaystyle N(\alpha )=a^{2}+b^{2}}, tenemos un dominio euclídeo.

Los siguientes son ejemplos de anillos que no son dominios euclideos:
- En general, el anillo de polinomios con coeficientes en un anillo {\displaystyle A} no es un dominio euclídeo, incluso aun cuando el propio {\displaystyle A} es un dominio euclideo. Por ejemplo {\displaystyle \mathbb {Z} [X]} no es un dominio euclídeo aunque {\displaystyle \mathbb {Z} } sí lo es.

## Propiedades
En un dominio euclideo, la identidad multiplicativa —el elemento {\displaystyle 1_{A}}— siempre tiene la norma más pequeña posible, es decir, {\displaystyle \phi (1_{A})=1}. Misma propiedad tienen todas las unidades del anillo: {\displaystyle \forall u\in A:u\ es\ unidad\implies \phi (u)=1}.
Todo dominio euclídeo {\displaystyle A} satisface las siguientes propiedades:
- Todo par de elementos {\displaystyle a,b\in A} tienen mínimo común múltiplo y máximo común divisor, y se verifica la identidad de Bezout.[1]
- Todo ideal de {\displaystyle A} es principal, es decir, {\displaystyle A} es un dominio de ideales principales.[2]
- Todo elemento {\displaystyle a\in A} tiene una descomposición única en factores irreducibles, es decir, {\displaystyle A} es un dominio de factorización única.[3]
- En un dominio euclídeo todo elemento irreducible es primo.[10]